# Han Kang
Dans ce nom coréen, le nom de famille, Han, précède le nom personnel.
Han Kang ou Han Gang (en coréen : 한강), née le 27 novembre 1970 à Gwangju, est une romancière sud-coréenne. Elle reçoit le prix Nobel de littérature en 2024 « pour la profondeur de sa prose poétique qui s'oppose aux traumatismes de l'histoire et révèle la fragilité de la vie humaine ».
Les protagonistes de ses romans sont souvent des femmes dont la confrontation avec l'entourage ou avec la société révèle la vulnérabilité et aussi la révolte, comme dans La Végétarienne (2007) et Pars, le vent se lève (2010). Le silence apporte un rythme à ses romans, qui établit une connexion entre des éléments opposés. La tonalité de son œuvre mêle mélancolie et ressentiment, que la critique assimile au concept coréen de han.
La toile de fond est souvent l'histoire contemporaine de la Corée du Sud, notamment la période dictatoriale. Celui qui revient (2014) est évocateur du soulèvement de Gwangju de 1980, et Impossibles adieux (2021) du soulèvement de Jeju de 1948. Ses engagements lui valent d'avoir été mise, au milieu des années 2010, sur la liste noire de la présidente sud-coréenne Park Geun-hye.

## Biographie
Née à Gwangju, Han Kang est la fille de l'écrivain Han Sung-won. Alors qu'elle vient d'avoir dix ans, sa famille s'installe dans le quartier Suyu de Séoul (elle évoque cet épisode dans Leçons de grec / Hirabeo shigan). Elle grandit dans un environnement parental modeste, entourée des livres que son père accumule. Dans son enfance, Han est marquée par la mémoire de la mort de sa sœur lors de la naissance prématurée de celle-ci dans la cuisine de la maison. Elle découvre tôt dans sa jeunesse des auteurs coréens comme Kang So-cheon (ko) (Le Studio qui photographie les rêves) et Ma Hae-song (ko) , ou étrangers comme Astrid Lindgren (Les Frères Cœur-de-lion), avant de se plonger dans la littérature russe lors de son adolescence avec Dostoïevski et Pasternak. Elle cite Lim Chul-woo comme l'un des auteurs qui l'ont profondément marquée à cette période de sa vie.
Han Kang étudie la littérature coréenne à l'université Yonsei d'où elle sort diplômée en 1993. Sa carrière littéraire débute quand l'un de ses poèmes est publié dans le numéro d'hiver de la revue Littérature et Société (Munhakgwa sahoe). Elle est confirmée lorsque la nouvelle L'Ancre rouge (Bulgeun dat) remporte le concours printanier du quotidien Seoul Shinmun (en). La romancière est lauréate du prix Yi Sang en 2005, du prix de l'artiste d'aujourd'hui et du prix de littérature coréenne. Elle enseigne la création littéraire à l'Institut des arts de Séoul de 2007 à 2018, puis gère une librairie dans le quartier de Jongno-gu à Séoul. Elle épouse Hong Yong-hee, enseignant à la Kyung Hee Cyber University (en) et critique littéraire, avec qui elle a un fils, et dont elle divorce par la suite.
Pendant la présidence de Park Geun-hye (2013-2017), elle est placée sur une liste noire, comportant près de 10 000 noms et censée permettre aux autorités de surveiller les artistes hostiles au gouvernement et de les priver de subventions. Han Kang reste cependant discrète sur ses opinions politiques, et ne fait que de rares interventions en public.

## Œuvre

### Débuts littéraires
La première œuvre de Han Kang, Un amour de Yeosu publiée en 1995, attire l'attention de la critique en raison de sa narration fine et précise. Han Kang écrit ensuite La Végétarienne et son œuvre jumelle La Tache mongole (aussi intitulée la Tache mongolique, Monggo banjeom) malgré ses blessures aux poignets à la suite d'un rythme intense d'écriture à l'ordinateur, alors qu'elle souffre d'une maladie irritant toutes ses articulations. La Végétarienne est un recueil de trois nouvelles : La Végétarienne, La Tache mongole et L'Arbre en feu (Namu bulkkot, aussi traduit Les Flammes des arbres). Obsédée durant ses années universitaires par la poésie de Yi Sang, notamment par le vers « Je pense que les humains devraient être des plantes », et pensant que ce vers fut écrit en réaction à la colonisation japonaise, elle s'en est inspirée pour écrire La Végétarienne.
La carrière littéraire de Han Kang débute réellement avec la publication de cinq poèmes dont Hiver à Séoul (Seo-urui gyeo-ul), dans le numéro d'hiver de la revue Littérature et Société (Munhakgwa sahoe) en 1993. Sa carrière dans le genre de la fiction démarre l'année suivante avec son œuvre Ancre rouge (Bulgeun dat) qui remporte le concours printanier du quotidien Seoul Shinmun (en). Son premier recueil de nouvelles Un amour de Yeosu, a été publié en 1995. En 1998, Han Kang participe au programme international d'écriture de l'université de l'Iowa.
Han Kang remporte par ailleurs le 25e concours de la Littérature coréenne avec sa nouvelle Bébé Bouddha en 1999. Elle est lauréate du Prix Yi Sang en 2005, prix que son père a lui aussi remporté en 1988. Elle remporte aussi le prix littéraire Dong-ni en 2010 pour Pars, le vent se lève.

### Premiers grands succès
Han Kang se démarque de la littérature coréenne contemporaine à la mode dans le pays. Alors que les romans les plus populaires dans la péninsule versent souvent dans le registre très positif et bienveillant, elle s'en démarque en proposant des romans qui explorent les douleurs de sa société et de ses individus. C'est d'abord dans les cercles littéraires du pays que la qualité de son travail est reconnu, et elle ne bénéficie que tardivement d'une certaine notoriété dans le grand public.
Dans La Végétarienne qu'elle publie en 2007, Han Kang explore le sujet de la violence corporelle, psychique et sexuelle au travers de la thématique de la conversion au véganisme de la narratrice de l'œuvre, Yeong-hye, et de la pression sociale exercée contre ce choix par son entourage. Inspiré d'une autre nouvelle publiée plus tôt, le roman est adapté au cinéma dès 2009. L'auteure y développe le sujet de la distanciation avec la société, allant jusqu'à des épisodes proches de la psychose. Premier succès populaire, le livre se vend à plus d'un million d'exemplaires en Corée du sud.
Pars, le vent se lève publié en 2010 opte pour la forme d'une enquête qui voit sa narratrice Jeong-hee faire des recherches sur la mort de l'une de ses amies. Dans un Séoul hivernal, les thème de l'isolement et de la solitude contemporaine et urbaine sont explorés. Han Kang explore des thématiques similaires dans Blanc (hangeul : 흰) publié en 2016. Une narratrice s'y interroge au sujet de sa sœur ainée, morte deux avant sa propre naissance, alors qu'elle évolue isolée dans une grande ville européenne. Son roman Leçons de grec publié en 2011 continue d'explorer le thème de la perte et de la solitude, alors qu'un début de romance entre deux narrateurs met en lumière leurs manques respectifs : l'un est un professeur de grec ancien qui devient progressivement aveugle, et l'autre, récemment divorcée et ayant perdu la garde de son fils, doit faire face à un problème de mutisme et espère retrouver la maitrise du langage par l'apprentissage de cette langue.
Elle publie en 2014 Celui qui revient qui prend pour toile de fond le soulèvement de Gwangju de 1980 et sa répression brutale par le régime militaire. Elle découvre le sujet en trouvant par hasard à l'âge de douze ans dans un livre de famille des photos de corps mutilés à la baïonnette, prises dans sa ville natale. Elle poursuit son exploration des violences politiques qui émaillent l'histoire contemporaine de la Corée du Sud en publiant en 2021 Impossibles Adieux qui évoque les souvenirs laissés par le soulèvement de Jeju de 1948, où elle a elle-même passé quatre mois en 1996 et où elle a rencontré des témoins de la répression.

### Vers la reconnaissance internationale
Han Kang bénéficie de la première traduction de l'une de ses œuvres en français en 2011 avec la publication de sa nouvelle  Les Chiens au soleil couchant, puis de la publication de Pars, le vent se lève en 2014 (publié en Corée en 2010). Han Kang fait partie de la dizaine d'auteures sud-coréennes participant à l'anthologie de nouvelles Nocturne d'un chauffeur de taxi publiée en 2014. Le lauréat du prix Nobel de littérature 2008 Jean-Marie Le Clézio et résidant régulier dans le pays en fait l'éloge : il souligne notamment que les nouvelles sélectionnées « témoignent de la vitalité de la littérature sud-coréenne contemporaine ». La nouvelle de Han Kang en particulier fait preuve selon lui d'une grande attention aux détails et d'une intrication narrative très soignée,.
La première traduction de l'un de ses romans en anglais, La Végétarienne en 2016 (publié initialement en coréen 2007), lui vaut l'essor de sa reconnaissance internationale. Cette traduction lui permet de décrocher l'International Booker Prize en 2016 et d'être retenue la même année par le New York Times dans sa liste des dix meilleurs romans de l'année. Le journal Le Monde mentionne son nom en 2023 parmi les auteurs de Corée du Sud à « retenir sans plus attendre », aux côtés de Hwang Sok-yong et de Ko Un. Elle reçoit en France le prix Médicis étranger en novembre de la même année pour Impossibles Adieux.
Le jeudi 10 octobre 2024, elle reçoit le prix Nobel de littérature 2024 « pour la profondeur de sa prose poétique qui s'oppose aux traumas de l'Histoire et révèle la fragilité de la vie humaine ». C'est la première personnalité sud-coréenne (et coréenne) et, par conséquent, la première personne à écrire en hangeul à recevoir ce prix ; elle est également la cinquième personnalité asiatique et la première femme asiatique à être récipiendaire du prix Nobel de littérature.

### Autres productions et participations artistiques
Bébé Bouddha et La Végétarienne ont été adaptés au cinéma.
Le film Vegetarian, réalisé par Lim Woo-seong en 2010, a été sélectionné parmi 1 022 candidatures dans la sélection officielle du festival du film de Sundance. Il obtient également un succès critique au festival international du film de Busan.
Elle participe au projet la Bibliothèque du futur de l'artiste écossaise Katie Paterson (en) en fournissant un manuscrit en 2019. Celui-ci ne doit être révélé qu'en 2114 et imprimé avec les arbres plantés autour de cette bibliothèque.

## Style
Han Kang utilise le silence comme lien entre les personnages, et aussi entre des notions opposés (ordre et désordre, intime et société, animal et végétal, rationnel et irréel). Ce silence correspond au concept coréen de Han, qui mélange le chagrin, la frustration, et la mélancolie.
Le personnage central de ses romans est fréquemment une femme, en position d'opposition mais aussi de vulnérabilité vis-à-vis de l'entourage ou de la société. La Végétarienne (2007) et Pars, le vent se lève (2010) en sont des exemples. Han Kang est décrite comme « [ayant] aussi une voix féministe, sans être militante, mais une voix de femme qui interroge aussi la société coréenne » par son traducteur et éditeur français Pierre Bisiou.
La poésie de son écriture provient d'un style en coréen très dépouillé et épuré. L'onirisme est présent dans Impossibles Adieux (2021).
Jeong Eun-jin, spécialiste de langue et littérature coréenne, souligne l'importance du corps dans l'œuvre de Han sous deux thèmes. D'abord, le corps gère la violence externe, familiale, historique, soit en refusant de réagir, soit en l'intériorisant ou en abandonnant la volonté de survivre « par peur de se voir devenir à son tour agresseur ». Ensuite, le corps est le vecteur de la réaction des personnages principaux car ceux-ci ont peu souvent la parole et s'« expriment » par leur corps.

## Publications
- 여수의 사랑, Un amour à Yeosu, Yeosu-ui sarang, 1995
- 검은 사슴, Le Cerf noir, Geomeun saseum, 1998
- 아기 부처, Bébé bouddha, Agi bucheo, 1999
- 해질녘에 개들은 어떤기분일까, 1999. Nouvelle publiée en français sous le titre Les Chiens au soleil couchant, in Cocktail Sugar et autres nouvelles de Corée, traduction sous la direction de Choi Mikyung et Jean-Noël Juttet, Éditions Zulma, 2011
- 내 여자의 열매, Le Fruit de ma femme, Nae yeoja-ui yeolmae, 2000
- 그대의 찬 손, Ta main froide, Geudae-ui chaga-un son, 2002
- 내 이름은 태양꽃, Mon nom est Fleur de soleil (nouvelle), 2002
- 붉은 꽃 이야기, L'Histoire d'une fleur rouge (nouvelle), 2003
- 가만가만 부르는 노래, Chanson douce, 2007
- 천둥 꼬마 선녀 번개 꼬마 선녀 Des gamins tonnerres, des fées éclairs, des gamines fées (nouvelle), 2007
- 채식주의자, 2007, publié en français sous le titre La Végétarienne, traduit par Jeong Eun-Jin et Jacques Batilliot, Éditions Le Serpent à Plumes, 2015  (ISBN 979-10-94680-03-2) ; réédition, Le Livre de poche no 34064, 2016  (ISBN 978-2-253-06790-0)
- 눈물상자, 2008, Boîte à larmes (nouvelle)
- 바람이 분다, 가라, 2010, publié en français sous le titre Pars, le vent se lève, traduit par Lee Tae-yeon et Geneviève Roux-Faucard, Éditions Decrescenzo, 2014  (ISBN 978-2-3672-7014-2) - Prix de la traduction LTI Korea 2015
- 희랍어 시간, 2011, publié en français sous le titre Leçons de grec, traduit par Jeong Eun-Jin et Jacques Batilliot, Éditions Le Serpent à Plumes, 2017  (ISBN 979-10-97390-00-6) ; réédition, Éditions Points no P4904, 2019  (ISBN 978-2-7578-7162-1) ; réédition, Le Livre de poche no 37946, 2025  (ISBN 978-2-253-90997-2)
- 노랑 무늬 영원, Éternel motif jaune, 2012
- 소년이 온다, 2014, publié en français sous le titre Celui qui revient (en), traduit par Jeong Eun-Jin et Jacques Batilliot, Éditions Le Serpent à Plumes (2016),  (ISBN 979-10-94680-10-0) ; réédition, Éditions Points no P4627, 2017  (ISBN 978-2-7578-6886-7) ; réédition, Le Livre de poche no 38085, 2024  (ISBN 978-2-253-90998-9)
- 흰, 2016, publié en français sous le titre Blanc, traduit par Eun-Jin Jeong et Jacques Batilliot, Éditions Le Serpent à Plumes, 2019  (ISBN 979-10-97390-75-4)
- 작별하지 않는다, 2021, publié en français sous le titre Impossibles Adieux, traduit par Pierre Bisiou et Kyungran Choi, Éditions Grasset, 2023  (ISBN 978-2-2468-3124-2); réédition, Le Livre de poche, 2025  (ISBN 978-2-253-24865-1)
- Ces soirs rangés dans mon tiroir, poèmes traduits par Choi Mikyung et Jean-Noël Juttet, Grasset, 2025[33]

## Prix
- 1995 : prix du journal Hankook Ilbo
- 1999 : prix du roman coréen
- 2000 : prix du ministère de la Culture et des Arts, section littéraire
- 2005 : prix de littérature Yi Sang
- 2010 : prix littéraire Dong-ni
- 2014 : prix Manhae pour Celui qui revient
- 2016 : prix international Man-Booker pour La Végétarienne
- 2023 : prix Médicis étranger pour Impossibles Adieux, traduit par Kyungran Choi et Pierre Bisiou
- 2024 : prix Émile-Guimet de littérature asiatique 2023 pour Impossibles Adieux[34]
- 2024 : prix Nobel de littérature

## Sources